# 실내화 (신발)

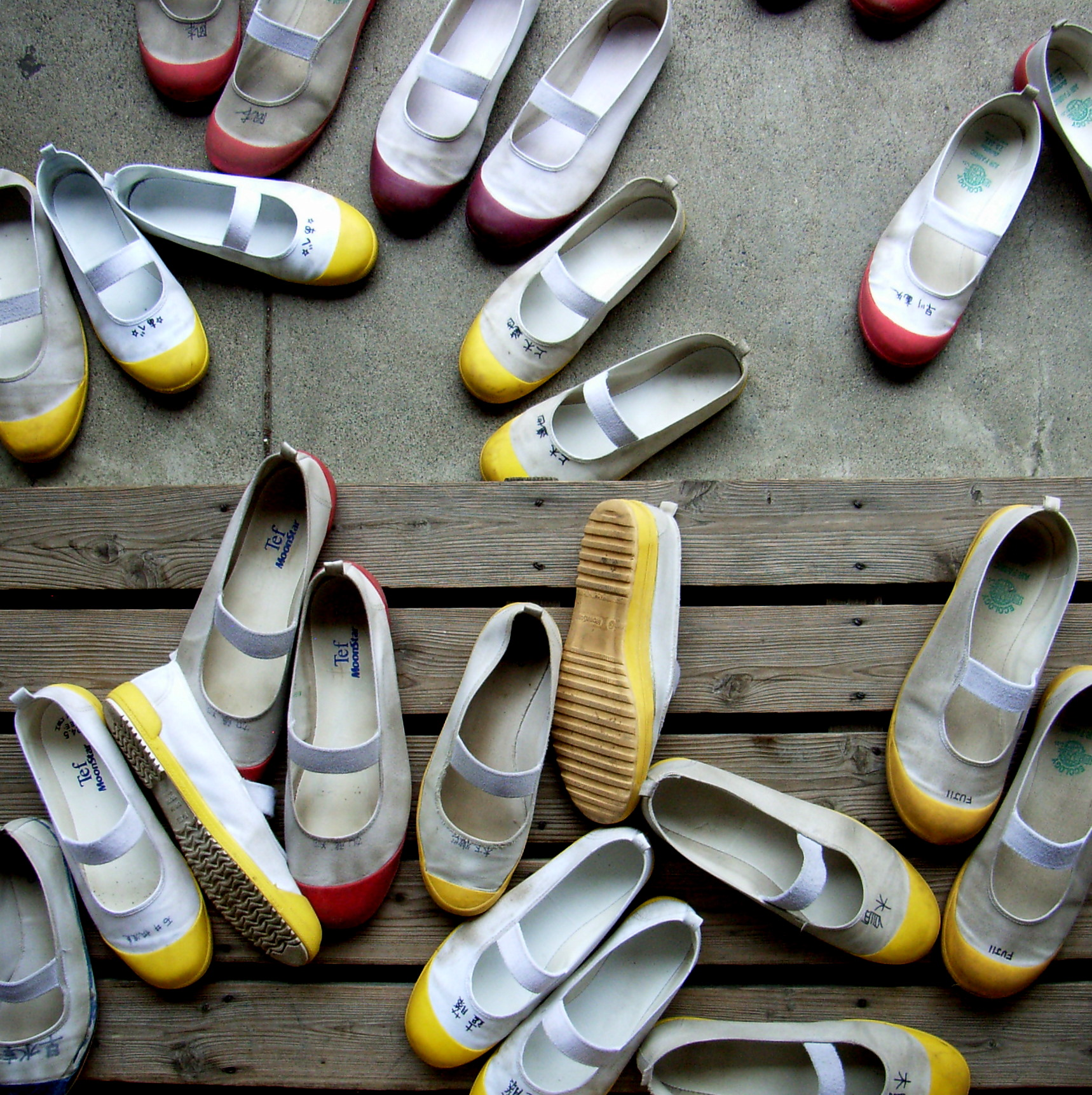
흩어져있는 발레 슈즈 타입의 우와바키

실내화(일본어: 上履き 우와바키[*])는 밖에서 신는 신발이 금지인 장소에서 갈아신기 위한 신발이다. 학교 · 사무실 ·체육관 등에서는 밖에서 신는 신발을 금지하고 있기에 사용한다. 일본에서는 우와바키라고 한다.
역사적으로는, 10세기 무렵의 그림책에, 절의 마루에 조리가 그려져 있다. 농가의 판 사이에서도 신발을 신고 있었다(2008년 3월 31일 아사히 신문 "학교에 우와바키 무엇으로?"). 사토 히데오 「교육의 역사」(방송대학교육진흥회)에 의하면, 메이지 시대에 생긴 초등학교의 7할은 절과 민가의 전용으로, 1890년대에, 다다미가 깔려 있는 방에서 장판으로 바뀌었지만, 외신을 벗는 습관은 남아, 1920년대 무렵까지, 관청, 극장, 백화점 등에서도 우와바키로 갈아신었다. 1923년 5월 15일, 시라키야 고베 출장소는, 백화점 최초의 밖에서 신는 신발을 시작했다.
색상은 빨강, 파랑, 검정, 녹색, 흰색 등이 있다.

## 우와바키의 종류

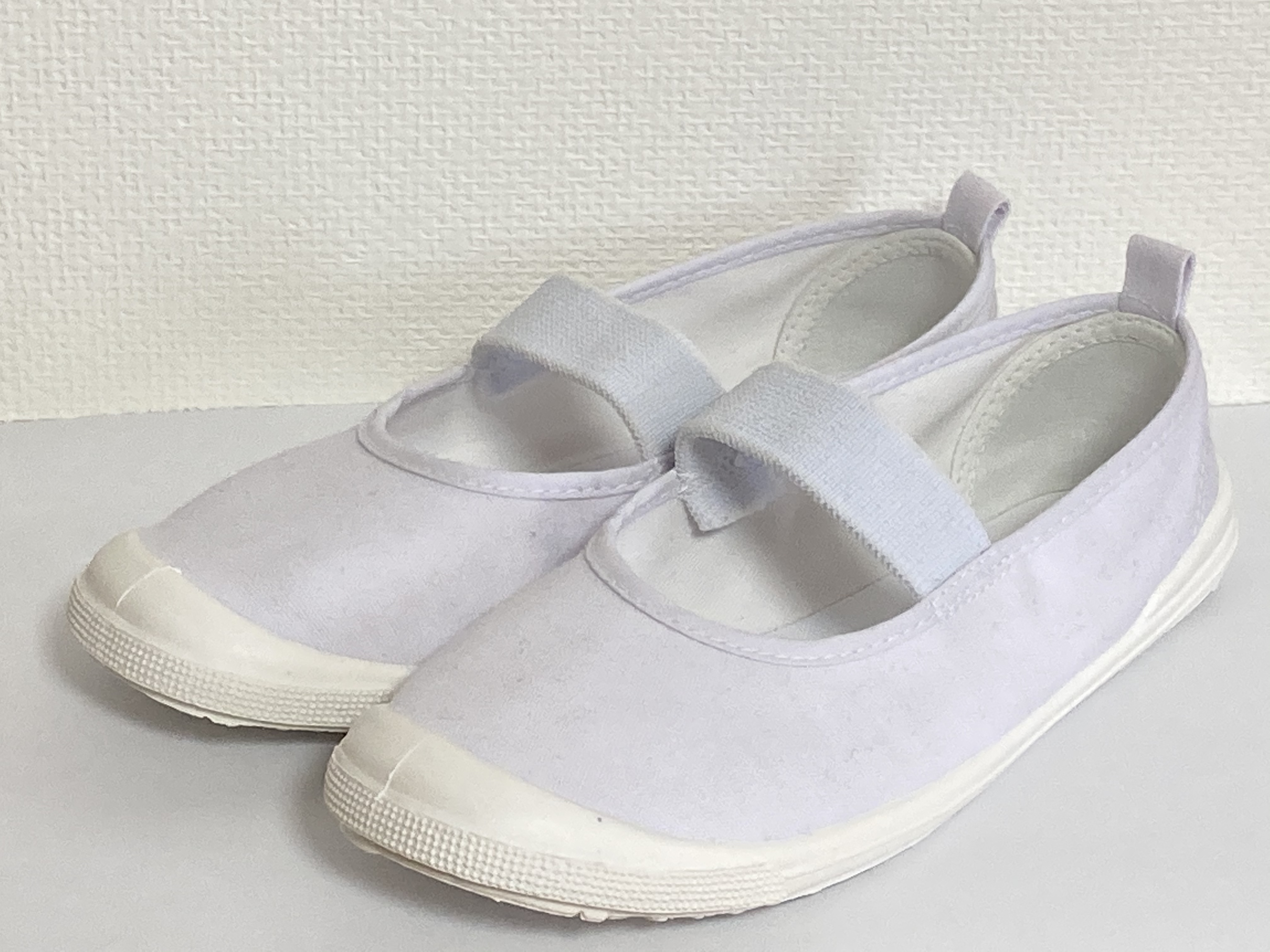
발레 슈즈

발레 슈즈(バレーシューズ)
갑 부분을 통과한 2cm 정도의 폭의 고무 테이프로 사이즈를 조절하여 발을 밀어 넣어 신는 슬립온 타입의 신발이다. 소재는 한때는 천 캔버스지였지만, 현재는 비닐(PVC)제의 것이 중심이다. 일본에서 가장 많이 사용되고 있다. 색은 보통 흰색이지만, 반을 나누는 등을 하기 쉽도록 앞 부분에 컬러 고무를 사용하거나 하고 있는 것도 있다. 대표적인 것은 파란색(코발트 블루)과 빨간색이 가장 많고, 이어서 노란색, 초록색, 하늘색 등이 이어진다.
또, 발끝과 발 주위와 발바닥의 바닥의 부분이 모두 같은 색의 칼라 고무를 사용하고 있고, 공기가 통과하기 쉬운 '통기성 타입의 우와바키'도 있다(그 이외는 「보통 타입」이라고 한다). 이것은 주로 발이 땀이 차기 쉬운 사람들(특히 여자의 사용이 많다) 전용으로 사용되고 있으며, 1990년대 정도부터는 이 타입이 주류가 되고 있다. 그러나, 이 타입은, 세탁이나 걸을 때의 마모 등에 의한 컬러 고무의 열화가 심하고 앞 고무 슈즈에 비해 사용 수명이 짧다.

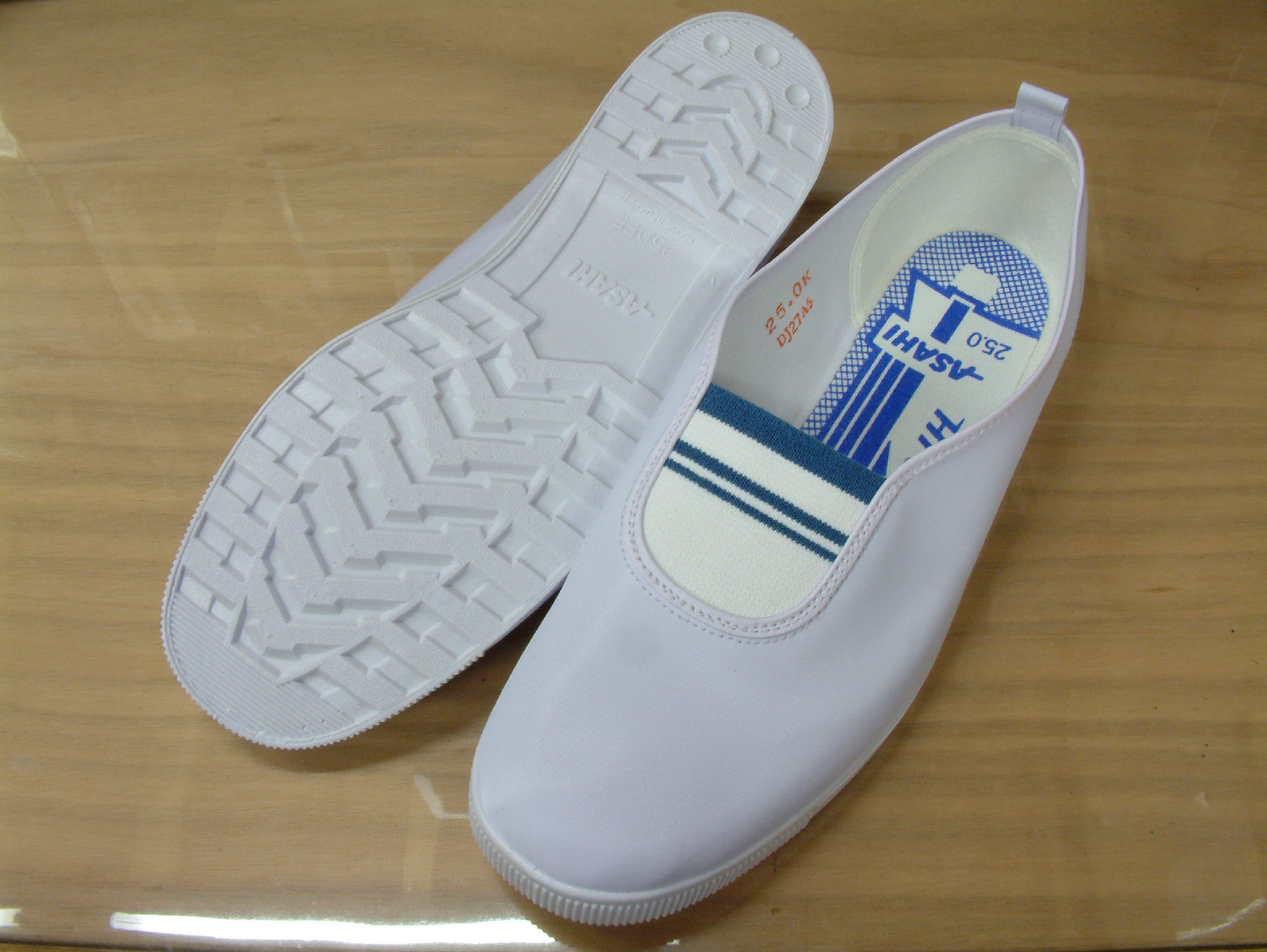
앞 고무 슈즈

앞 고무 슈즈(前ゴムシューズ)
역시 슬립온 타입이다. 발레 슈즈가 고무나 테이프를 통하고 있는 것에 대해, 앞 고무 슈즈에서는 갑의 부분에 반원형의 엘라스틱 고무가 들어가있는 디자인이 특징이다. 발레 슈즈보다는 튼튼한 구조로 튼튼하고 오래 지속되며 상당한 기간의 사용을 견딜 수 있다. 1975년경까지는 초중학생이 널리 사용하고 있어, 실내화 뿐만 아니라, 밖에서 신는 신발에도 많은 수요가 있었기 때문에, 흰색 이외에도 코발트, 빨강, 노랑, 감색, 초록 등 각종 색이 제조되고 있다 했다. 현재는 흰색, 코발트가 중심이지만, 다른 색도 조금씩 제조되고 있다. 소재는 비닐이 중심이지만 천제도 제조되고 있다. 혼방에 폴리우레탄이 함유되어 있는 것도 있다. 최근에는 하이테크 스니커 등의 등장으로 앞 고무 슈즈를, 아이들이 밖에서 신는 신발로서는 빠진 것 같지만, 다리의 건강면에서 봐도, 매우 착용감이 좋은 앞 고무 슈즈는, 성인의 일부에도 큰 인기가 있는 것도 사실이며, 젊은 여성이 패션으로 이 앞 고무 슈즈를 사용하는 경우도 있는 것 같다. 또, 같은 앞 고무 슈즈에서도 앞 고무의 디자인을 삼각형으로 하고, 소재도 통기성이 좋은 메쉬가 된 타입이 등장했으며, 이 타입도 중학교나 고등학교의 실내화로서 많이 사용되게 되었다.
스니커즈
말 그대로의 스니커즈다.

## 한국에서
한국에서도 비슷한 신발을 실내화로서 사용한다. 학교나 병원 등에서 사용하며 그 외에는 잘 사용하지 않는다.

## 같이 보기
- 일본 교복